# Ana María Torres
Ana María Torres Ramírez (Ciudad Nezahualcóyotl, Estado de México, 25 de enero de 1980) es una boxeadora profesional mexicana, actualmente considerada como la campeona mundial en la categoría de peso supermosca del Consejo Mundial de Boxeo.

## Carrera profesional
Ana María Torres fue entrenada por José Morales, Representada y promovida por Erik Morales. Torres hizo su debut profesional dentro del mundo del boxeo el 3 de julio de 1999 enfrentando a Mariana Juárez en la Arena México, a la cual venció decisión dividida en el 4° asalto.

### Trilogía Torres - Juárez
La primera pelea entre Ana María "La Guerrera" Torres y Mariana "La Barbie" Juárez ocurrió el 3 de julio de 1999 cuando "La Guerrera" debutó profesionalmente en la Arena México llegando en 117 lb para la pelea. La segunda pelea, la de revancha, fue en peso súper mosca el 11 de diciembre del mismo año, terminando en un empate por decisión dividida en el cuarto asalto.
El 26 de junio de 2002, en el entonces llamado Salón 21 (ahora Vive Cuervo Salón), se realizó la tercera pelea entre estas dos boxeadoras, por el título de peso gallo vacante, saliendo triunfante Ana María Torres por decisión unánime en controversial decisión.

### Campeona Supermosca
Torres mantuvo un récord invicto de 10 peleas, al ganar 9 y empatar 1, hasta que fue derrotada por Ivonne Muñoz el 13 de febrero de 2004 en el Auditorio Municipal de Tijuana, Baja California, perdiendo así también su título de peso gallo.
En diciembre de 2005, ganó su pelea en contra de Susana Vázquez, en la que estaba en juego nuevamente el campeonato de peso gallo de México. En el Gimnasio de la Nueva Atzacoalco, obtuvo el cetro femenil de peso supermosca de la NABF el 13 de mayo de 2006, derrotando a Gloria Ríos nocaut técnico sexto asalto.
El 7 de junio de 2006, Torres consiguió la segunda derrota de su carrera, al perder ante la norcoreana Kwang Ok Kim en el Monte Geumgang de Kangwon-do, Corea del Norte. Cuatro meses después, Torres volvió a conocer la victoria tras salir triunfante ante Mayela Pérez en el Museo del Transporte de Xalapa, Veracruz.

### Torres vs Ok Ryu
El 19 de octubre de 2007, fue realizada la pelea entre La Guerrera y la asiática Myung Ok Ryu en el Kaesong, Corea del Norte, en la cual perdió el título supermosca femenino del Consejo Mundial de Boxeo por decisión dividida con 93-96, 94-93 y 95-94. Durante el combate, Ana María Torres terminó con una cortada en la ceja izquierda, producto de un cabezazo recibido de la coreana en el séptimo asalto.
Al año siguiente, el 26 de abril de 2008, ocurrió la pelea de revancha entre Ana María Torres y Myung Ok Ryu en la Plaza de Toros Provincia Juriquilla de Querétaro, Querétaro, sin embargo no pudo ganar al quedar en empate en decisión por mayoría al final del encuentro.

### 2008-presente
El 30 de agosto de 2008 en la Arena Monterrey, Ana María Torres venció a Esmeralda Moreno por decisión unánime, volviendo a la victoria después de no poder vencer en dos ocasiones a Myung Ok Ryu.
A comienzos del 2010, la promotoras Box Latino y KO Entertainment estaban planeando el cuarto enfrentamiento entre Torres y Juárez, la cual sería realizada en el Estadio Neza 86., sin embargo la pelea se vino abajo y Torres se enfrentó a la colombiana Olga Julio el 3 de julio en el Centro de Convenciones de Tlalnepantla, Estado de México, en la cual salió victoriosa La Guerrera.
En el 2011 se enfrentó 2 veces a otra gran boxeadora mexicana Jackie Nava, la primera pelea fue el 16 de abril, resultó una gran batalla en la que terminaron empatadas, fue tan buena la demostración de boxeo de ambas peleadoras que en cuanto se dio el resultado de los jueces se pactó el siguiente enfrentamiento.
El 30 de julio se enfrentaron de nuevo, estando en juego por primera vez en una pelea femenil el prestigiado Cinturón Diamante del Consejo Mundial de Boxeo (WBC por sus siglas en inglés), en esta ocasión, Nava demostró un gran boxeo desde el inicio, pero solo duró hasta que Torres la logró conectar con mucha fuerza y casi la noquea, a partir de ese momento la pelea tomó otro rumbo, dando la victoria y el Cinturón Diamante WBC a Ana María Torres; muchos aficionados opinaron que debió ser un empate también esta pelea.
El 16 de mayo de 2012, Ana María dio una conferencia para anunciar que está embarazada y que se ausentará del boxeo por un año, para poder atender su embarazo y a su bebé. El Consejo Mundial de Boxeo la nombró Campeona Emérita, lo que le permitirá pelear de manera directa nuevamente el cinturón de las Supermosca WBC.

## Récord profesional en Boxeo
| Resultado | Récord | Rival               | Tipo                 | Asalto | Fecha                    | Recinto                             | Lugar                            |
| --------- | ------ | ------------------- | -------------------- | ------ | ------------------------ | ----------------------------------- | -------------------------------- |
| Gana      | 26-3-3 | Jackie Nava         | Puntos               | 10°    | 30 de julio de 2011      | Arena Jorge Cuesy                   | Tuxtla Gutiérrez, Chiapas        |
| Empate    | 24-3-3 | Jackie Nava         | Puntos               | 10°    | 16 de abril de 2011      | World Trade Center                  | Veracruz, Veracruz               |
| Victoria  | 24-3-2 | Naoko Yamaguchi     | Decisión Unánime     | 10°    | 22 de enero de 2011      | Arena Neza                          | Nezahualcóyotl, Estado de México |
| Victoria  | 23-3-2 | Hollie Dunaway      | Nocaut Técnico       | 6°     | 6 de noviembre de 2010   | Polifórum Zamná                     | Mérida, Yucatán                  |
| Victoria  | 22-3-2 | Alesia Graf         | Decisión Unánime     | 10°    | 11 de septiembre de 2010 | Plaza de Toros México               | México, Distrito Federal         |
| Victoria  | 21-3-2 | Olga Julio          | Nocaut               | 4°     | 3 de julio de 2010       | Centro de Convenciones              | Tlalnepantla, Estado de México   |
| Victoria  | 20-3-2 | Stephaney George    | Nocaut Técnico       | 3°     | 31 de octubre de 2009    | Gimnasio del Imcufide               | Toluca, Estado de México         |
| Victoria  | 19-3-2 | Ava Knight          | Decisión Unánime     | 10°    | 29 de agosto de 2009     | Ciudad Deportiva                    | Mexicali, Baja California        |
| Victoria  | 18-3-2 | Usanakorn Kokietgym | Decisión Unánime     | 10°    | 13 de junio de 2009      | Centro Banamex                      | México, Distrito Federal         |
| Victoria  | 17-3-2 | Paulina Cardona     | Nocaut Técnico       | 4°     | 28 de febrero de 2009    | Auditorio Guelaguetza               | Oaxaca, Oaxaca                   |
| Victoria  | 16-3-2 | Esmeralda Moreno    | Decisión Unánime     | 10°    | 30 de agosto de 2008     | Arena Monterrey                     | Monterrey, Nuevo León            |
| Empate    | 15-3-2 | Myung Ok Ryu        | Decisión por Mayoría | 10°    | 26 de abril de 2008      | Plaza de Toros Provincia Juriquilla | Querétaro, Querétaro             |
| Derrota   | 15-3-1 | Myung Ok Ryu        | Decisión Dividida    | 10°    | 19 de octubre de 2007    | Desconocido                         | Kaesong                          |
| Victoria  | 15-2-1 | Dahiana Santana     | Decisión Unánime     | 10°    | 16 de abril de 2007      | Coliseo de Boxeo Carlos "Teo" Cruz  | Santo Domingo                    |
| Victoria  | 14-2-1 | Mayela Pérez        | Nocaut Técnico       | 6°     | 7 de octubre de 2006     | Museo del Transporte                | Xalapa, Veracruz                 |
| Derrota   | 13-2-1 | Kwang Ok Kim        | Decisión Dividida    | 10°    | 7 de junio de 2006       | OnJungKak                           | Monte Geumgang, Kangwon-do       |
| Victoria  | 13-1-1 | Gloria Ríos         | Nocaut Técnico       | 6°     | 13 de mayo de 2006       | Gimnasio Nueva Atzacoalco           | México, Distrito Federal         |
| Victoria  | 12-1-1 | Susana Vázquez      | Decisión Unánime     | 10°    | 21 de diciembre de 2005  | Gimnasio Nueva Atzacoalco           | México, Distrito Federal         |
| Victoria  | 11-1-1 | Yadira Rosales      | Nocaut Técnico       | 6°     | 10 de diciembre de 2004  | Salón Marbet Plus                   | Nezahualcóyotl, Estado de México |
| Victoria  | 10-1-1 | Lakeysha Williams   | Nocaut Técnico       | 4°     | 26 de marzo de 2004      | Fort Cheyenne Casino                | Las Vegas, Nevada                |
| Derrota   | 9-1-1  | Ivonne Muñoz        | Decisión Unánime     | 10°    | 13 de febrero de 2004    | Auditorio Municipal                 | Tijuana, Baja California         |
| Victoria  | 9-0-1  | Berenice Chávez     | Nocaut Técnico       | 8°     | 19 de mayo de 2003       | Auditorio Municipal                 | Tijuana, Baja California         |
| Victoria  | 8-0-1  | Ofelia Domínguez    | Nocaut Técnico       | 2°     | 22 de febrero de 2003    | Plaza de Toros México               | México, Distrito Federal         |
| Victoria  | 7-0-1  | Mariana Juárez      | Decisión Unánime     | 10°    | 26 de junio de 2002      | Salón 21                            | México, Distrito Federal         |
| Victoria  | 6-0-1  | Elizabeth Ruíz      | Nocaut Técnico       | 2°     | 7 de diciembre de 2001   | Palacio de Frontón Jai Alai         | Tijuana, Baja California         |
| Victoria  | 5-0-1  | Miriam Serrano      | Nocaut Técnico       | 2°     | 12 de junio de 2001      | Salón 21                            | México, Distrito Federal         |
| Victoria  | 4-0-1  | Berenice Chávez     | Puntos               | 4°     | 2 de junio de 2000       | Desconocido                         | Irapuato, Guanajuato             |
| Victoria  | 3-0-1  | Maribel Zamora      | Nocaut Técnico       | 3°     | 12 de febrero de 2000    | Desconocido                         | México, Distrito Federal         |
| Empate    | 2-0-1  | Mariana Juárez      | Decisión Dividida    | 4°     | 11 de diciembre de 1999  | Arena México                        | México, Distrito Federal         |
| Victoria  | 2-0    | Erica Juárez        | Nocaut Técnico       | 3°     | 15 de septiembre de 1999 | Arena México                        | México, Distrito Federal         |
| Victoria  | 1-0    | Mariana Juárez      | Decisión Dividida    | 4°     | 3 de julio de 1999       | Arena México                        | México, Distrito Federal         |

## Títulos en boxeo
- Campeonatos locales de México
  - Campeonato Femenil de Peso Gallo de México (2 veces)
- Consejo Mundial de Boxeo
  - Campeonato Femenil de Peso Supermosca del CMB (2 veces)
- Federación Norteamericana del Boxeo
  - Campeonato Femenil de Peso Supermosca de la NABF (1 vez)

| Predecesor: Paulina Cardona | Peso supermosca CMB 28 de febrero de 2009 – Actualidad | Sucesor: -- |